# Усадьба Карвацианов (галерея искусств)
Галерея искусств «Усадьб Карвацианов» (пол. Galeria Sztuki „Dwór Karwacjanów”) — галерея искусств, находящаяся в городе Горлице Малопольского воеводства, Польша. Галерея искусств является филиалом музея «Усадьбы Карвацианов и Гладышев». В здании галереи искусств также находится администрация этого музея.

## История
Галерея искусств в Горлице была основана в 1983 году. Новой художественной галерее городскими властями было передано находившееся в полуразрушенном состоянии бывшее здание усадьбы шляхетского рода Карвацианов. В отремонтированном здании были оборудованы выставочный зал площадью 80 квадратных метров и в нескольких комнатах размещена администрация галереи и хранилище музейных экспонатов. Торжественное открытие галереи состоялось в апреле 1983 года. В этот день была представлена первая выставка, демонстрирующая картины художника Казимира Твардовского.

## Деятельность
С 1983 года галерея ежегодно организует городской художественный конкурс, во время которого присуждается премия бурмистра. С момента основания галереи в ней выставлялись художники СССР и Польши. С 1986 года галерея организует всепольский конкурс медального искусства. В течение многих лет галерея совместно с художественной ассоциацией «Wspólnota Polska» из города Новы-Сонч организует международный конкурс «Wschód-Zachód» (Восток-Запад), во время которого представляются работы польских художников из диаспоры.

## История здания
Дом галереи ранее был усадьбой итальянского рода Карвацианов, которые считаются основателями города Горлице. Впервые о Карвацианах упоминается в 1324 году, когда они поселились в Кракове, где основали собственный банк и построили пивоваренный завод. Хроники 1350 года упоминают имена трёх братьев Мартина, Петра и Екеля. Считается, что город Горлице основал Дерслав I Карвациан, который был сыном Мартина или Петра. В половине XIV века Карвациана получили дворянский герб Задора. Между 1350 и 1360 годом Дерслав I получил от польского короля Казимира Великого в собственность село Горлице с окрестными поселениями. В 1425 году Дерслав II скончался, оставив после себя двух сыновей Петра и Яна, среди которых возник спор о наследстве. Ян Карвациан выбрал себе для проживания отдельное здание возле реки. Этот дом имел большой подвал, предназначенный для хранения вина. К этому зданию Ян Карвациан пристроил квадратный дом с бойницами на верхнем этаже. Предполагается, что во время Яна Карвациана, здание с юга и запада было окружено водным рвом. Возле этого здания стала формироваться площадь, на которой была построена церковь с кладбищем. Возле этой площади стал формироваться будущий город Горлице.
В 1915 году во время Первой мировой войны усадьба Карвацианов подверглось обстрелу и было значительно разрушено. В таком состоянии здание находилось до 1938 года, когда оно перешло в собственность других владельцев. В отреставрированном здании в 1939 году был размещён музей, посвящённый битве за Горлице. В 1992 году здание было передано художественной галерее, которая стала филиалом музея «Усадьбы Карвацианов и Гладышев». Здание было отреставрировано по проекту архитектора Кшиштофа Киляра.